# اوژه-سان-وانسن
اوژه-سان-وانسن (به فرانسوی: Auger-Saint-Vincent) یک کمون در فرانسه است که در اوآز واقع شده‌است. اوژه-سان-وانسن ۱۳٫۹۷ کیلومتر مربع مساحت دارد ۸۷ متر بالاتر از سطح دریا واقع شده‌است.